# Temple of Set

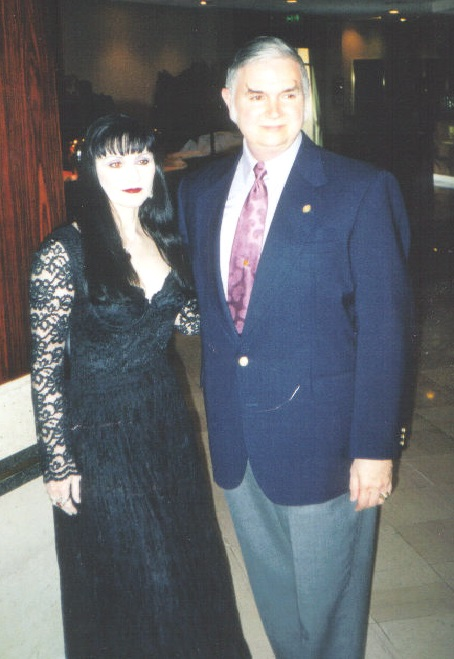
Michael Aquino tillsammans med sin dåvarande fru Lilith 1999.

Temple of Set, är en av världens största satanistkyrkor, grundade 1975 av Michael Aquino. Temple of Set menar att "satanism" är en västerländsk benämning på vänstra handens väg, en benämning som i en postkristen värld blir alltmer irrelevant, varför inte alla setianer betraktar sig som satanister.
Kyrkan har sin grund i Church of Satan och grundades efter en ledarskapskris 1975 inom COS som ledde till att ett flertal ledande personer inom COS gick ur och Aquino skapade TOS. Enligt Aquino kom brytningen för att Church of Satan under Anton LaVeys ledarskap övergick från att vara en autentisk satanistisk religion till en affärsrörelse som sålde medlemskap. Det nya namnet förklaras med att ledningen insåg att "Satan" var en dekadent propagandakarikatyr av ett mycket äldre väsen, Set. Som grund hade han en inspirerad text han mottagit och enligt texten själv var källan Set. Grundprincipen inom Temple of Set är Xeper (khepera) att bli till, att vara likt skalbaggen som överlever natten och rullar upp solen igen på himlen.
Man har tagit bort all kristo/judisk/muslimska influenser och söker ett renare språk för det som tolkas.
Anton LaVeys dotter Zeena och hennes man Nikolas Schreck var medlemmar i Temple of Set under 1990-talet efter att ha lämnat Church of Satan. De lämnade Temple of Set i början av 2000-talet och grundade Sethian Liberation Movement.